# Riu Sassandra
El Sassandra és un riu de l'oest de la Costa d'Ivori. Com el Bandama, que corre més a l'est, travessa el país del nord al sud i desaigua al golf de Guinea.

## Etimologia
El nom del riu és d'origen portuguès : els navegadors portuguesos Joao de Santarem i Pedro de Escobar, després d'haver descobert el país l'any 1471, van donar a aquest riu, així com a la localitat situada a la seva desembocadura, el nom de rio San Andrea, nom que fou deformat amb el temps a Sassandra.

## Geografia
El riu neix en les elevades terres del nord-oest del país, a l'est de la ciutat de Odienné. Porta en el seu curs superior el nom de Tienba. Des del seu naixement, s'orienta cap al sud. Se l'anomena Sassandra després de la seva confluència amb el Gouan (també anomenat Bafing Sud), vingut de l'oest, de les altures de Guinea.
Sobre el seu curs mig, just més avall de la confluència amb el N'zo (per la riba dreta), es va construir l'any 1980 l'embassament de Buyo que ha format el llac de Buyo. S'orienta llavors cap al sud-est i rep pel costat esquerre les aigües del riu Lobo.
Poc després de la ciutat de Soubré, forma els ràpids Popoli i a continuació el ràpid Bidou.
El Sassandra rep per l'esquerra les aigües del Davo just abans de la seva desembocadura a l'Oceà Atlàntic al nivell de la ciutat de Sassandra.
La seva longitud total és de 650 km i la seva conca hidrogràfica cobreix 75 000 km². Del punt de vista del cabdal, és - amb el Cavally a la frontera amb Libéria - el més important curs d'aigua de la Costa d'Ivori.
Prop de la ciutat de Buyo, el Sassandra banya el parc nacional del Mont Péko. Entre l'embassament de Buyo i la ciutat de Soubré, el riu corre a poca distància a l'est del parc nacional de Taï.

## Hidrometria - Els cabdals mensuals a Soubré
El cabal del riu ha estat observat durant l'any 1979 a Soubré, ciutat de la Costa d'Ivori situada més avall de la confluència amb el Lobo, i a més o menys 120 quilòmetres de la seva desembocadura a l'oceà. La curta durada de l'observació fa que les dades següents no són més que orientatives.
El cabal anual mig o modul observat a Soubré durant aquest període era de 541 m3/s per una conca vessant de 62 000 km², el que representa més de 82% de la superfície total de la conca del riu. Anotem que els importants dèbits del seu afluent el Davo estan exclosos d'aquestes xifres.
L'aigua abocada en la conca vessant arriba a 275 mil·límetres per any, el que pot ser considerat com moderadament elevat.
El Sassandra és un curs d'aigua prou irregular i el seu cabal varia en les estacions i segons els anys. El cabal dels mesos del període de les aigües baixes és molt àmpliament inferior al cabal mensual mitjà del període de crescuda. Aquesta es desenvolupa d'agost a octubre.